# Molgula herdmani
Molgula herdmani är en sjöpungsart som beskrevs av Bjerkan 1905. Molgula herdmani ingår i släktet Molgula och familjen kulsjöpungar. Inga underarter finns listade i Catalogue of Life.